# Прут (Черновицкая область)
Прут (укр. Прут) — село в Магальской сельской общине Черновицкого района Черновицкой области Украины.
До 2020 года входило в Новоселицкий район
Расположено на левом берегу реки Прут, в 3 км к востоку от областного центра города Черновцы.
Население по переписи 2001 года составляло 397 человек. Почтовый индекс — 60321. Телефонный код — 803733. Код КОАТУУ — 7323083605.